# Cubanola daphnoides
Cubanola daphnoides är en måreväxtart som först beskrevs av Robert Graham, och fick sitt nu gällande namn av Annette Aiello. Cubanola daphnoides ingår i släktet Cubanola och familjen måreväxter.
Artens utbredningsområde är Kuba. Inga underarter finns listade i Catalogue of Life.